# Titus diadalíve
Titus diadalíve, Titus római császár (79 – 81) diadalíve a Forum Romanum bejáratánál, a Via Sacra legmagasabb pontján. A zsidó háborúban (i. sz. 70) aratott győzelme  emlékére emelték. Építését a császár halála után fejezték be, dedikációs felirata szerint Domitianus uralkodása alatt.

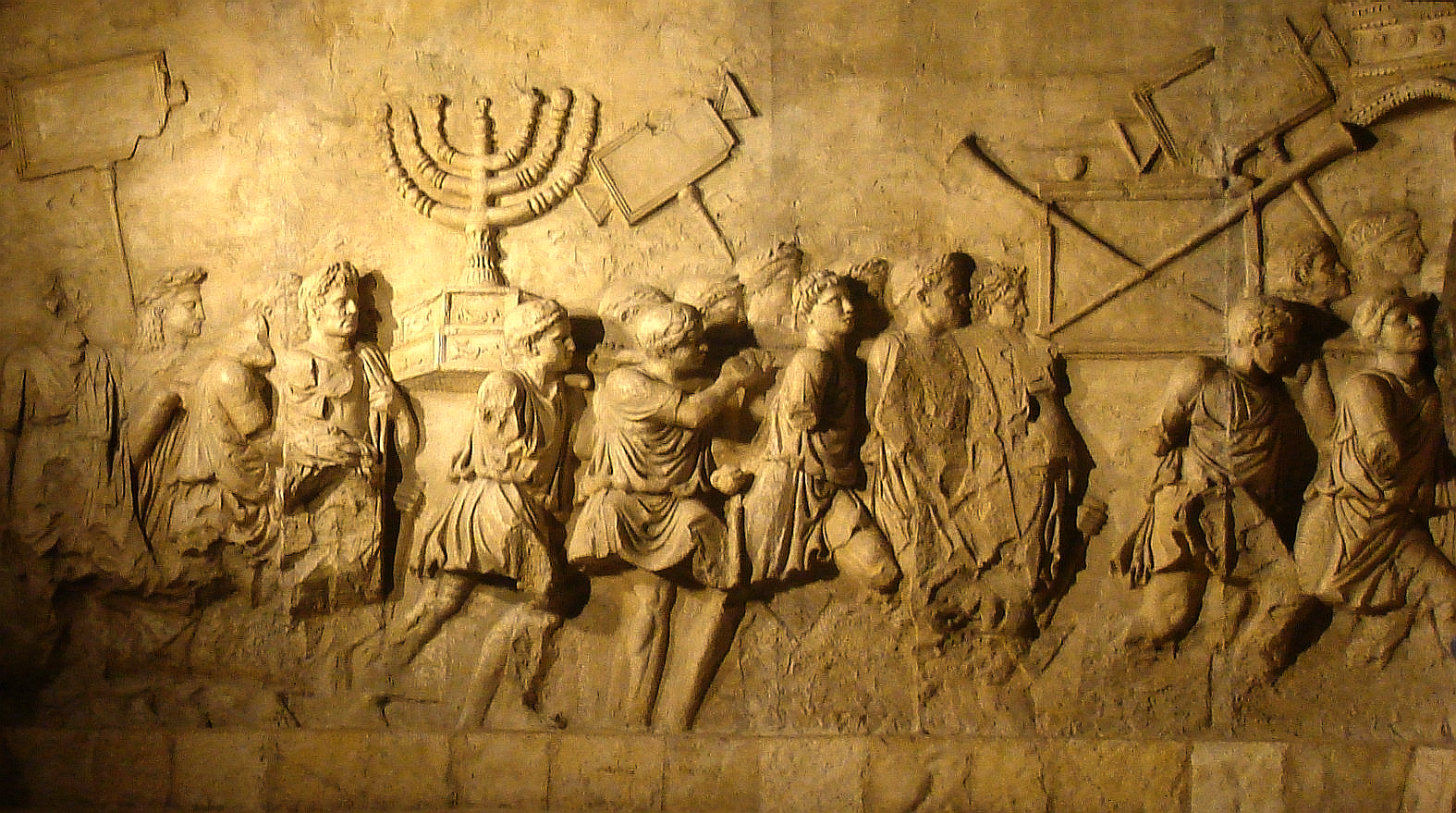
Római katonák a jeruzsálemi templomból származó hadizsákmányt cipelik, köztük a hétágú gyertyatartót, ezüstből készült trombitákat. (Rekonstrukció, Diaszpóra múzeum, Izrael).

A diadalív 15 méter magas és 13 méter széles. Mindkét oldalán négy-négy féloszloppal díszítették, belső oldalán Titus triumphusának legfontosabb jeleneteit ábrázolták. Az egyik oldalon katonákat láthatunk, akik a jeruzsálemi templomból származó hadizsákmányt cipelik, köztük a hétágú gyertyatartót, ezüstből készült trombitákat és két táblát, amelyekre eredetileg a meghódított városok neveit vésték. A másik oldalon a győzelem istennője által megkoronázott császárt ábrázoló domborművet helyeztek el. A domborműveken az egymás mellé sorakoztatott alakok élesen kiemelkednek a háttérből. A domborművek eredetileg színesek voltak, festésükből azonban napjainkra semmi sem maradt.